# Prudential Center
Das Prudential Center ist eine Multifunktionsarena in der US-amerikanischen Stadt Newark im Bundesstaat New Jersey. Seit Oktober 2007 ist es die Heimspielstätte der New Jersey Devils aus der National Hockey League (NHL). Der Spitzname des Prudential Centers ist The Rock.
Des Weiteren tragen in der Arena die NCAA-College-Basketball-Männermannschaft der Seton Hall University, die Seton Hall Pirates (Big East Conference) und der NJIT Highlanders (Atlantic Sun Conference), ihre Heimspiele aus. Seit 2016 nutzt Fraueneishockeymannschaft der Metropolitan Riveters aus der Premier Hockey Federation die Halle. Die Arenabesitzer erklärten zudem, dass jährlich zwischen vierzig und sechzig weitere Veranstaltungen im Prudential Center stattfinden sollen. Mit ihrer Lage in Downtown Newark ist die Arena die erste ihrer Art, die seit der Eröffnung der Meadowlands Arena 1981 in der New York Metropolitan Area eingeweiht wurde.

## Geschichte
Die Grundsteinlegung für die neue Spielstätte fand am 3. Oktober 2005 statt. Als die Stadt Newark ankündigte das Projekt wegen zu hoher Kosten abzubrechen, erklärten sich die New Jersey Devils bereit, den Bau mit 100 Mio. US-Dollar zu unterstützen.
Zunächst war auch geplant, das NBA-Team der New Jersey Nets, das ebenfalls in der Continental Airlines Arena beheimatet ist, ins neue Prudential Center umzusiedeln. Schließlich erklärten die Nets jedoch, bis 2010 in ihrer alten Spielstätte zu verbleiben und dann in die neue Arena in Brooklyn, New York City, umzuziehen. Dies hätte zur Folge, dass in Zukunft zwei ähnliche Arenen in diesem Gebiet konkurrieren würden.
Eröffnet wurde die Arena am 25. Oktober 2007 mit einer Reihe von Konzerten der in New Jersey beheimateten Rockgruppe Bon Jovi, am 27. Oktober bestritten die New Jersey Devils schließlich ihr erstes Punktspiel im neuen Stadion. Der Gegner waren die Ottawa Senators, gleichzeitig der letzte Gegner in der Continental Airlines Arena in deren letzten NHL-Saison. Die Senators siegten 4:1. Den ersten Sieg (6:1) feierten die Devils vier Tage danach gegen die Tampa Bay Lightning.
Anfang 2010 gaben die New Jersey Nets bekannt, ab der Saison 2010/11 im Prudential Center zu spielen. Aufgrund einiger Verzögerungen ihres Umzugs nach New York wollten die Nets bis einschließlich 2013 in Newark spielen. Doch schließlich wurde die neue Arena der Nets bereits zur Saison 2012/13 fertig und die Nets verließen das Prudential Center wieder und spielen zukünftig im Barclays Center.
Die 2010 eröffnete Red Bull Arena des MLS-Franchise New York Red Bulls liegt nur 2,5 Kilometer östlich des Pru Center.

## Name
Im Januar 2007 wurde die in Newark ansässige Prudential Financial, Inc. Namenssponsor der Arena für die nächsten 20 Jahre. Die Höhe des Vertrages belief sich hierbei auf 105,3 Mio. Dollar.
Der Sponsor entschloss sich schließlich für den Arenanamen Prudential Center, obwohl bereits eine große Anzahl an Gebäudekomplexen, hauptsächlich Hochhäuser und Bürogebäude, diesen Namen trugen. Die Veranstaltungsstätte erhielt den Spitznamen The Rock, was sich aus dem im Logo der Namensgebers enthaltene Rock of Gibraltar ergibt. Die Spielstätte ist zudem der erste Sportkomplex in der New York City Area, der den Beinamen Center trägt, eine Bezeichnung, die sich vor allem bei gesponserten Sportstätten wiederfindet.

## Galerie

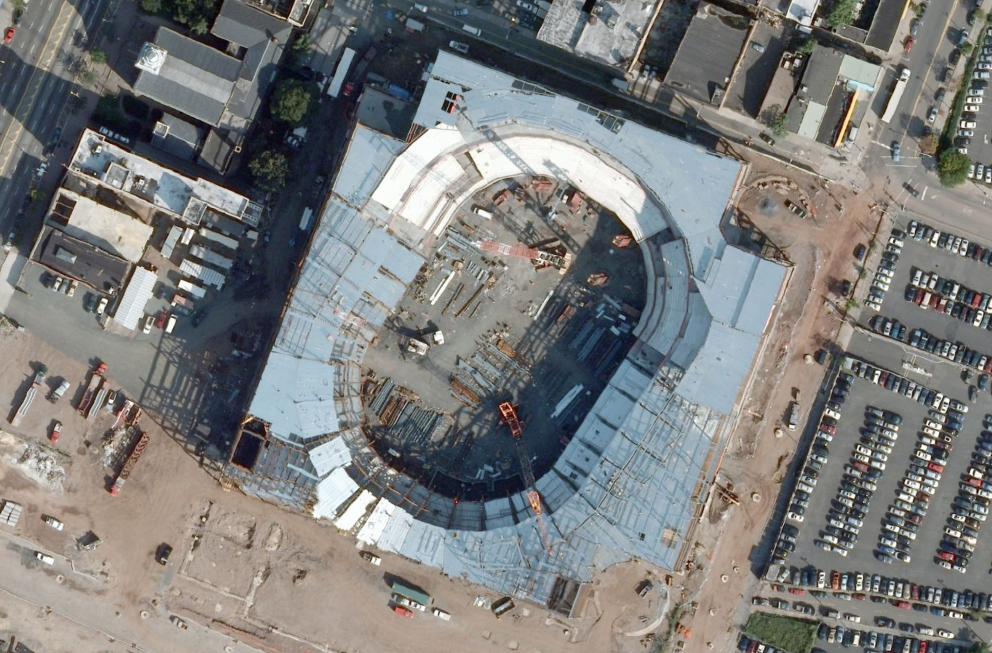
Satellitenbild der Baustelle im Juni 2007
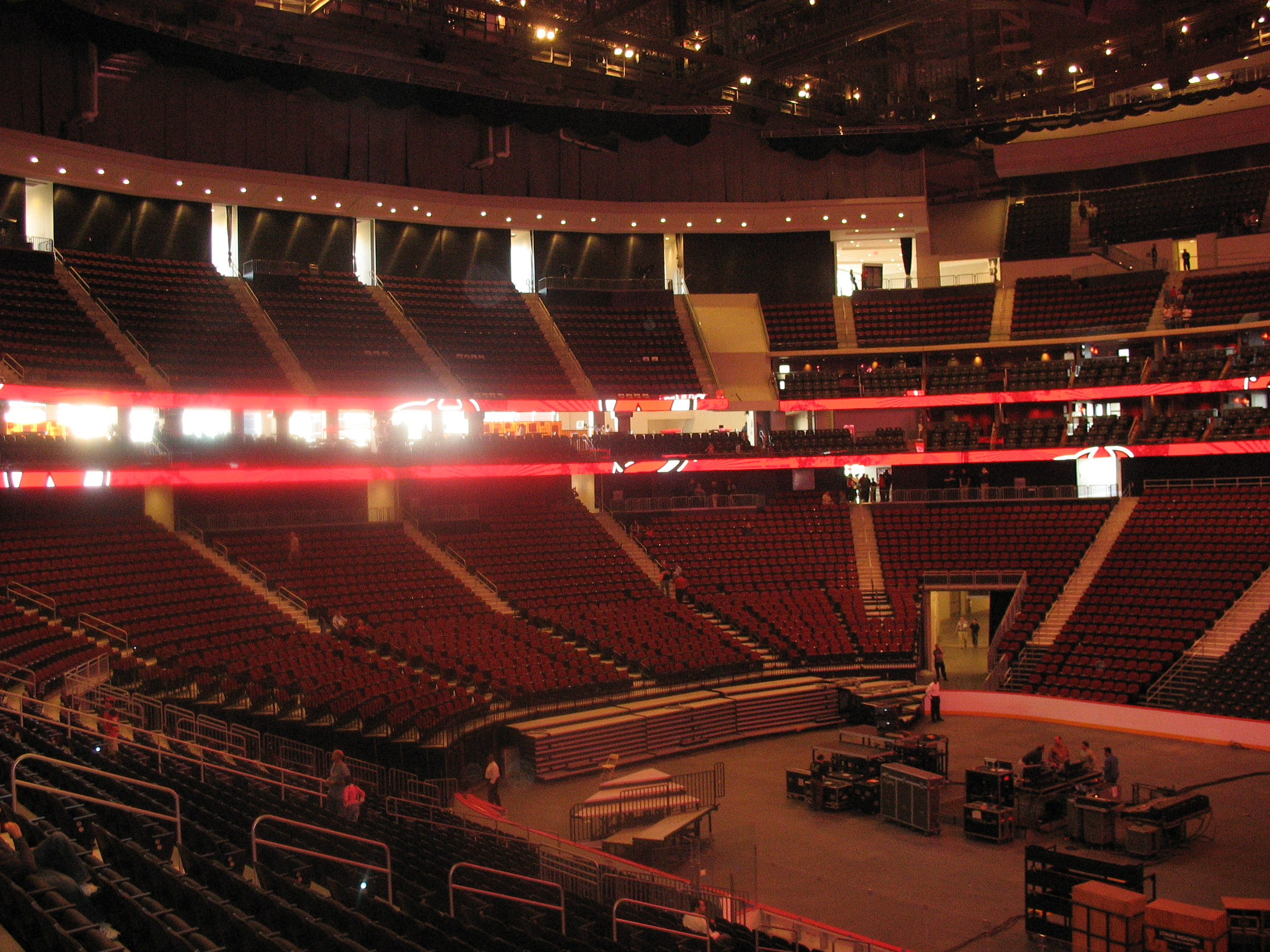
Innenansicht der Arena wenige Tage vor der Eröffnung im Oktober 2007
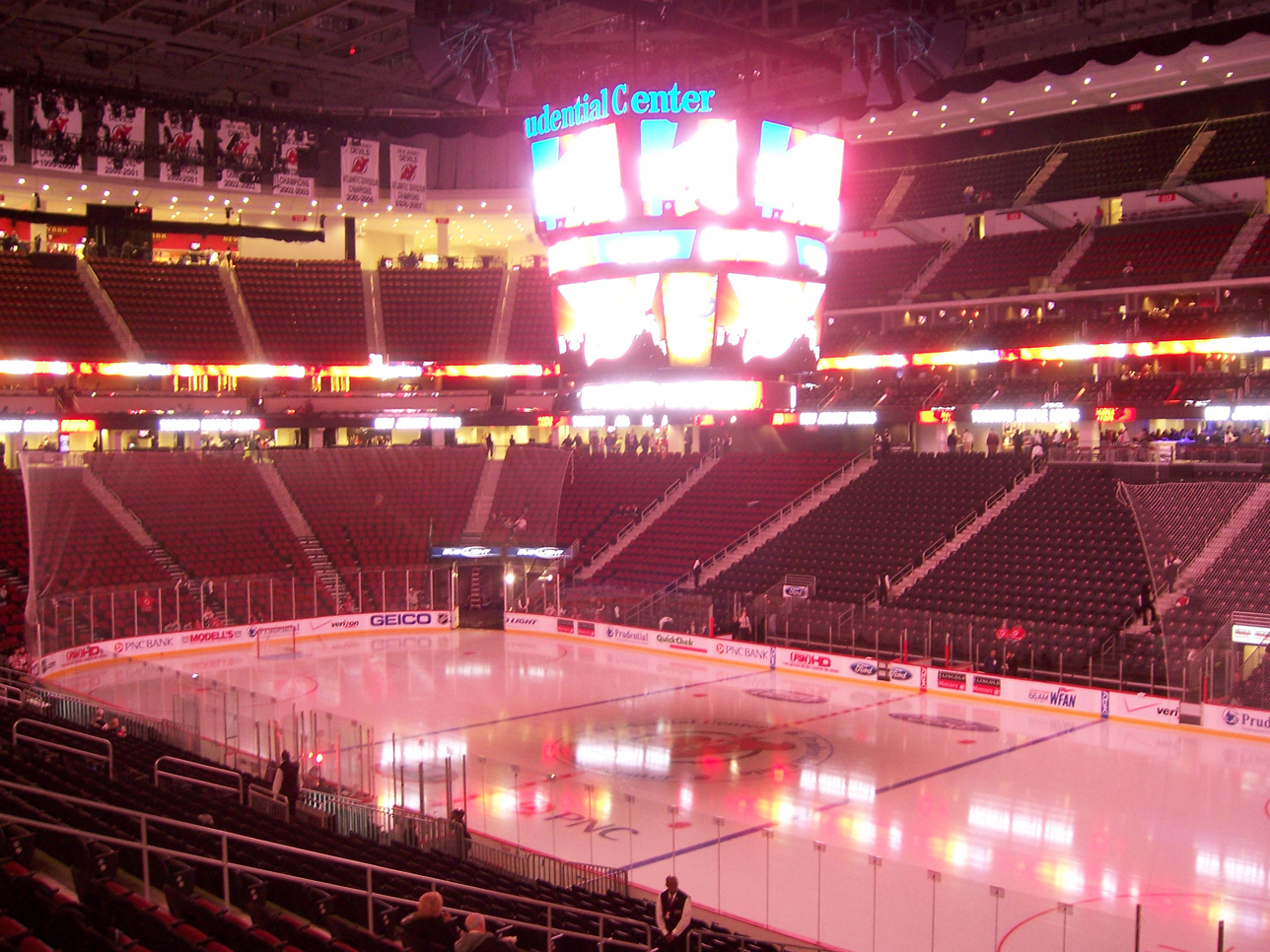
Das Prudential Center mit Eisfläche im November 2007
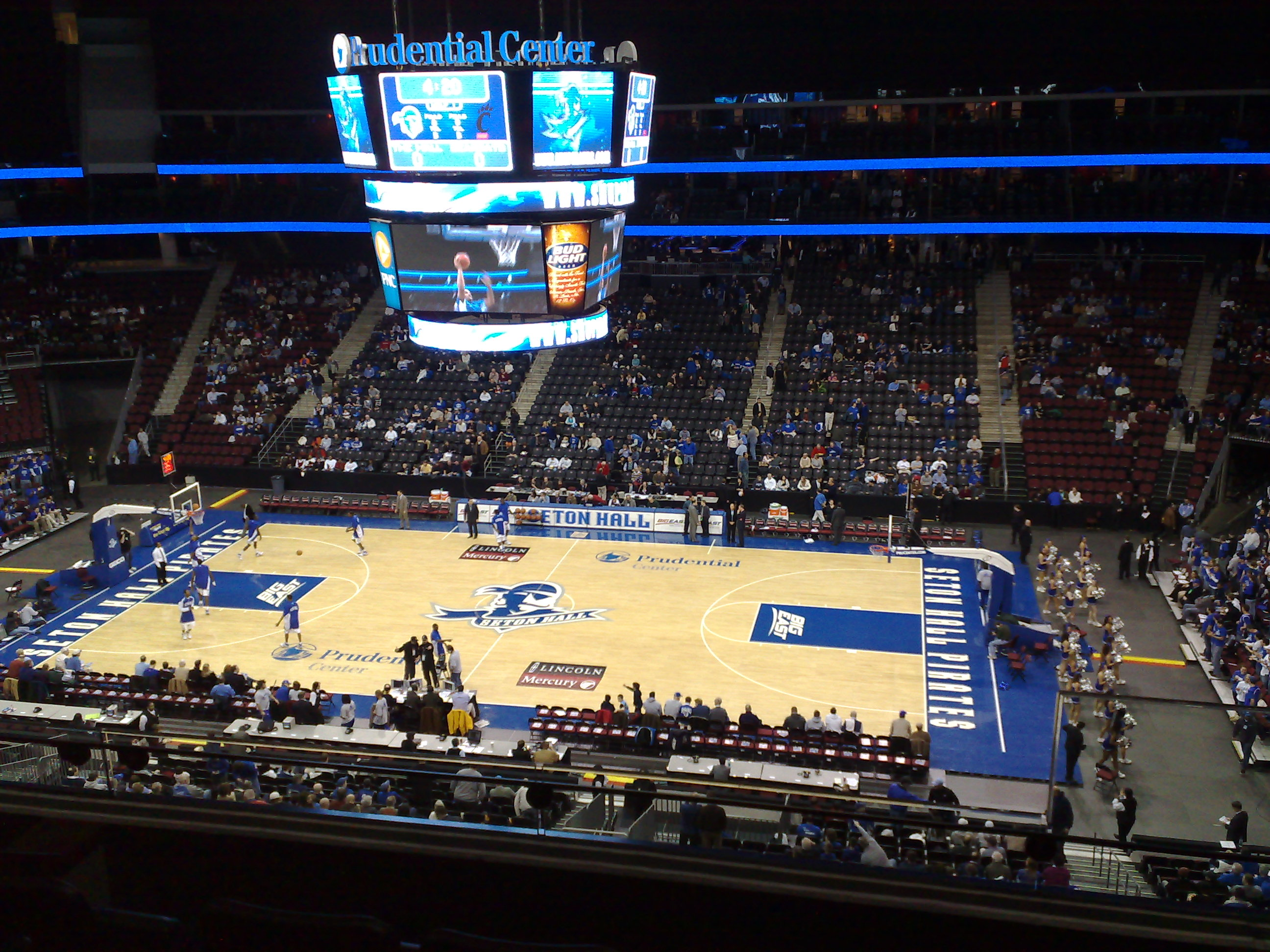
Spiel der Seton Hall Pirates in der Arena im Januar 2008